# Puchar Ligi Irlandii Północnej w piłce siatkowej mężczyzn
Puchar Ligi Irlandii Północnej w piłce siatkowej mężczyzn (ang. Northern Ireland Men's Volleyball League Cup) – cykliczne pucharowe rozgrywki w piłce siatkowej, organizowane corocznie przez stowarzyszenie Northern Ireland Volleyball dla północnoirlandzkich męskich klubów grających w rozgrywkach ligowych organizowanych na poziomie centralnym (tj. Premier League oraz Division 1).
Puchar Ligi Irlandii Północnej po raz pierwszy zorganizowany został w 2016 roku. Ze względu na pandemię COVID-19 w latach 2020–2021 rozgrywki nie odbyły się.
Jak dotychczas dwukrotnie Puchar Ligi Irlandii Północnej zdobywały kluby Raiders oraz Aztecs Eagles, natomiast raz triumfował PVC Eagles.

## Triumfatorzy
| Lp. | Sezon     | Miejsce finału                                            | 1. miejsce                                                | 2. miejsce                                                | Wynik finału                                              | *                                                         |
| --- | --------- | --------------------------------------------------------- | --------------------------------------------------------- | --------------------------------------------------------- | --------------------------------------------------------- | --------------------------------------------------------- |
| 1.  | 2015/2016 | Belfast                                                   | Richhill Raiders                                          | Aztecs Eagles                                             |                                                           |                                                           |
| 2.  | 2016/2017 | Jordanstown                                               | PVC Eagles                                                | Ballymoney Blaze                                          | 3:0 (25:18, 25:20, 25:20)                                 | [ 1 ]                                                     |
| 3.  | 2017/2018 | Tandragee                                                 | Raiders                                                   | PVC Eagles                                                | 3:0 (25:19, 25:12, 25:16)                                 | [ 2 ]                                                     |
| 4.  | 2018/2019 | Jordanstown                                               | Aztecs Eagles                                             | Ballymoney Blaze                                          | 3:1 (20:25, 32:30, 25:19, 25:17)                          |                                                           |
| —   | 2019/2020 | Ze względu na pandemię COVID-19 rozgrywki nie odbyły się. | Ze względu na pandemię COVID-19 rozgrywki nie odbyły się. | Ze względu na pandemię COVID-19 rozgrywki nie odbyły się. | Ze względu na pandemię COVID-19 rozgrywki nie odbyły się. | Ze względu na pandemię COVID-19 rozgrywki nie odbyły się. |
| —   | 2020/2021 | Ze względu na pandemię COVID-19 rozgrywki nie odbyły się. | Ze względu na pandemię COVID-19 rozgrywki nie odbyły się. | Ze względu na pandemię COVID-19 rozgrywki nie odbyły się. | Ze względu na pandemię COVID-19 rozgrywki nie odbyły się. | Ze względu na pandemię COVID-19 rozgrywki nie odbyły się. |
| —   | 2021/2022 | Ze względu na pandemię COVID-19 rozgrywki nie odbyły się. | Ze względu na pandemię COVID-19 rozgrywki nie odbyły się. | Ze względu na pandemię COVID-19 rozgrywki nie odbyły się. | Ze względu na pandemię COVID-19 rozgrywki nie odbyły się. | Ze względu na pandemię COVID-19 rozgrywki nie odbyły się. |
| 5.  | 2022/2023 | Belfast                                                   | Aztecs Eagles                                             | Ballymoney Blaze                                          | 3:2 (24:26, 25:17, 25:23, 20:25, 15:11)                   | [ 3 ]                                                     |
| 6.  | 2023/2024 | Coleraine                                                 | Ballymoney Blaze                                          | Belfast Wolves                                            | 3:2 (20:25, 25:22, 25:18, 18:25, 15:13)                   |                                                           |
| 7.  | 2024/2025 | Craigavon                                                 | Ballymoney Blaze                                          | Belfast Wolves                                            | 3:1 (20:25, 25:21, 25:21, 26:24)                          | [ 4 ]                                                     |

## Bilans klubów
| Klub             | złoto | srebro |
| ---------------- | ----- | ------ |
| Ballymoney Blaze | 2     | 3      |
| Aztecs Eagles    | 2     | 1      |
| Raiders          | 2     | 0      |
| PVC Eagles       | 1     | 1      |
| Belfast Wolves   | 0     | 2      |